# Eliporto di Ramallah
L'eliporto di Ramallah (IATA: ZDM, ICAO: n.d.) è un eliporto palestinese situato all'interno dell'area urbana della città di Ramallah, nel territorio della Cisgiordania. La struttura è dotata di un piazzale in asfalto lungo 120 m e largo 60 m e si trova ad un'altitudine di 860 m s.l.m. L'eliporto è gestito dall'Autorità Nazionale Palestinese ed effettua attività secondo le regole e gli orari VFR.

## Storia
L'eliporto fu costruito durante gli anni novanta all'interno della Muqata'a, quartier generale dell'ANP, per garantire gli spostamenti delle autorità nazionali tra la Cisgiordania e la Striscia di Gaza. Fu largamente usato dal presidente Yasser Arafat e nel marzo del 2000 fu usato anche da papa Giovanni Paolo II per la sua vista nei territori palestinesi occupati. Nel dicembre del 2001 l'eliporto fu circondato da carrarmati ed attaccato e gravemente danneggiato dall'aviazione israeliana che distrusse anche due degli elicotteri palestinesi parcheggiati allo scalo e danneggiandone un terzo. L'eliporto rimase inagibile fino al maggio del 2002, mese in cui Arafat fu prelevato da un elicottero giordano. L'eliporto fino all'attacco militare del 2001 era composto da un unico piazzale di dimensioni 100 m x 120 m con quattro piazzole di sosta. Negli anni successivi la parte orientale del piazzale fu ricostruita con dimensioni 60 m x 120 m per ospitare solo due elicotteri mentre sulla parte occidentale vi fu costruito mausoleo di Arafat inaugurato il 10 novembre del 2007. Il 21 marzo del 2013 l'eliporto di Ramallah fu usato dal presidente statunitense Barack Obama che vi atterrò con il suo Marine One.